# Mala Floramye
Mala Floramye je opereta v treh dejanjih Iva Tijardovića. Libreto v splitskem narečju je spisal skladatelj sam. Krstna predstava je bila v Splitu 14. januarja 1926. Delo je bilo sprejeto z velikim navdušenjem, zato je hitro prišlo na repertoar zagrebške in beograjske opere. Številne melodije iz operete so danes v Dalmaciji ponarodele.
Prva slovenska izvedba operete je bila 25. maja 1932 na odru ljubljanske Opere pod taktirko Danila Švare.
V vlogi šjora Bepa je bil silno priljubljen igralec Boris Dvornik.

## Osebe
- Floramye (v drugem dejanju Suzette, sestra Rdečega križa) - sopran
- Šjora Petronila, njena mati - alt
- Tonkica, Floramyjina družica
- Marica, Floramyjina družica
- Mirko, dijak (v drugem dejanju Poročnik kraljeve garde Petar Petrovič) - tenor
- Zvone, njegov prijatelj
- Marinko, njegov prijatelj
- Šjor Bepo, imenovan Pegula
- Šjor Dane, njegov prijatelj
- Šjor File, njegov prijatelj
- Policijski stražnik
- Filicijo "Picaferaj", ulični prižigalec svetik
- Miss Eveline Beautyflover
- Polkovnik Armand de Quimperville
- Almette, sestra Rdečega križa
- General Kekarogjopulos
- Poročnik Testaltides
- Prvi zavezniški častnik
- Drugi zavezniški častnik
- Prvi Senegalec
- Drugi Senegalec
- Ameriški mornar
- Splitski meščani, maškare, godba, mornariški častniki, Senegalci ...

## Vsebina

### Prvo dejanje
Godi se v Splitu na obali (rivi) v času karnevala pred začetkom prve svetovne vojne.
C. kr. policijski stražnik zaman skuša vzdrževati red na pustnem karnevalu. Komaj se je kraval malce polegel, pride stari šjor Filicijo, prižigalec uličnih svetilk. Nikakor se ne more sprijazniti z novimi okroglimi svetilkami, ki jih mora sedaj prižigati. Preveč ga spominjajo na nogometne žoge, ki so zmešale pamet splitski mladini. Močno ga je strah, da se bo iz tega še izcimila vojna in da bodo prišle bolezni. Starega godrnjača preplaši osovraženi »fuzbajn«. Na prizorišče pridejo šjor Bepo, šjor File in šjor Dane. Vsi so praznično napravljeni, posebno prvi. Pripravlja se na zmenek z oboževano Floramye. Sicer mu nihče ne verjame, saj je znano, da navadno zamudi na take sestanke, kar mu je prineslo vzdevek Pegula — smola. Šjor Bepo misli tokrat resno ter se tako razvname, da užali oba svoja prijatelja s psovkami. Pred njuno jezo mora zbežati in tako zamudi svidenje s Floramye, ki nastopi kot kraljica karnevala s svojimi prijateljicami. V cvetu svoje mladosti se naslaja nad svojim rojstnim krajem. Tudi starca sta kot pomlajena; kar zahoče se jima, da bi zaplesali "monfrinu" (poseben ples).
V najživahnejši zabavi jih zmoti šjora Petronila, ki išče svojo hčerko, ki ji je ušla na karneval. Starca jo mirita, češ, tudi ona se je v mladih letih rada našemila in zabavala. Sicer pa ni tako hudo, dokler se to zgodi podnevi. Opozorita jo, naj pazi na hčerin zmenek, ki ga ima nocoj. Medtem se Floramye snide s svojim Mirkom. Obljubita si večno zvestobo. Že se približuje sprevod mask. Floramye si izberejo za kraljico, ta pa Mirka za svojega kralja. Čaka jih barčica, ki jih popelje na morje. Vse se pomiri. Mračno je že, ko pride šjor Bepo s šopkom cvetja na zmenek. Prijatelja se mu skrita že rogata, da je zopet zamudil. V tem se mu v polmraku približa šjora Petronila, ki pa jo zamenja za Floramy. Dogodek prekine c. kr. policijski stražnik, ki odvede šjor Bepa v zapor, saj ga je Petronila obtožila zavajanja svoje hčerke, ki je še mladoletna.

### Drugo dejanje
Godi se v majhnem mestecu Quimperville v bližini Marseilla pred koncem prve svetovne vojne. 
Okrevališče angleškega Rdečega križa za antantne častnike. Med medicinskimi sestrami, ki jim strežejo, je tudi Floramye, ki se je preimenovala v Suzetto. S staršema je morala namreč pobegniti iz Avstro-Ogrske ter se je po njuni smrti rešila sem. Sestre ravno okrašujejo vse za sprejem junaškega srbskega častnika, junaka kote 212.
Stroga, vedno lačna in zaljubljena ravnateljica Eveline Beautyflover jih budno opazuje. Njena najnovejša ljubezen je neki Džugoslav — šjor Bepo iz Splita, ki jo je seveda tudi popihal iz stare Avstrije. Zvedel je, da pride danes semkaj neki rojak, baje Splitčan, pa je prišel na prizorišče. Zaljubljena Eveline mu prinese generalsko uniformo, le da bi mogel ostati v njeni bližini. Iz tega nastanejo komplikacije in težave, iz katerih se šjor Bepo reši le z največjo težavo. Vsi so namreč prepričani, da je srbski junak ravno Bepo. Usoda privede Mirka, ki se je proslavil kot poročnik Peter Petrovič, v bližino Floramye. Dolga vojna ju je odtujila, komaj se spoznata. Suzette mu pove svojo žalostno zgodbo in zbeži, ker misli, da je ne bo več ljubil. Srečen, da jo je našel, Mirko nadomesti Suzetto ter reši večerni program s svojo splitsko pesmijo.

### Tretje dejanje
Godi se v Splitu v stanovanju male Tonkice.
Vojne je konec. Ubegli Splitčani se zbirajo v svojem rojstnem mestu. Zelo zgovoren je šjor Bepo, ki je videl pol sveta. Posebno se širokousti s svojim znanjem angleščine in francoščine, hvali se, kako je pomagal rojakom-emigrantom, posebno pa Mirku, nadvse pa poveličuje lepoto in milino svoje nove izvoljenke princese Eveline Beautyflover. Toda kmalu ga doleti kazen, resnica pride na plan. Izvedo, da Eveline le ni princesa in da Bepo ni bil tak junak, za kakršnega se je izdajal. Tako ga za dolgo časa mine volja po hvalisanju. Eno pa mu le uspe - na najnovejši zmenek ne zamudi.

## Glasbeni primer
- Arija Floramy Daleko m'e biser mora